# Бердыколь
Бердыколь (каз. Бердікөл) — упразднённое село в Аральском районе Кызылординской области Казахстана. Входило в состав Косаманского сельского округа. Упразднено в 2018 г.

## География
Находится примерно в 70 км к западу от районного центра, города Аральска. Код КАТО — 433246300.

## Население
В 1999 году население села составляло 49 человек (24 мужчины и 25 женщин). По данным переписи 2009 года, в селе проживали 42 человека (18 мужчин и 24 женщины).